# Eckersweiler
Eckersweiler är en kommun och ort i Landkreis Birkenfeld i förbundslandet Rheinland-Pfalz i Tyskland.
Kommunen ingår i kommunalförbundet Verbandsgemeinde Baumholder tillsammans med ytterligare 13 kommuner.